# بيني هودج
بيني هودج هي ناشِطة كندية، ولدت في 1920 في ديغبي، نوفا سكوتيا ‏ في كندا، وتوفيت في 5 يوليو 2016.